# Бёме, Хорст
Хорст Бёме (нем. Horst Böhme; 24 августа 1909, Кольмниц, Королевство Саксония, Германская империя — 10 апреля 1945, Кёнигсберг) — оберфюрер СС, командир айнзацгруппы B и C, руководитель полиции безопасности и СД в Праге.

## Биография
Хорст Бёме родился 24 августа 1909 года. Посещал народную школу, а потом работал экспедитором. Состоял в организации «Стальной шлем», морской бригады Эрхардта и добровольческом корпусе Оберланд. 1 мая 1930 года вступил в НСДАП (билет № 236651). 1 февраля 1930 года был зачислен в ряды СС (№ 2821). С 1935 года служил в главном управлении СД в Берлине, где вскоре стал ближайшим сотрудником Рейнхарда Гейдриха.
В последующие годы принял от Гейдриха ряд особых поручений. В марте 1938 года совершил убийство Вильгельма фон Кеттелера, атташе немецкого посольства в Вене, которого ненавидели в СС за его антинацистскую деятельность. 30 января 1936 года получил звание
гауптштурмфюрера СС, 20 апреля 1937 года — штурмбаннфюрера СС, а в январе 1938 года стал оберштурмбаннфюрером и подполковником полиции.
После оккупации Чехословакии Германией в начале 1939 года Бёме стал руководителем полиции безопасности в имперском протекторате Богемии и Моравии со штаб-квартирой в Праге. На этой должности управлял всеми отделениями гестапо в протекторате. В рамках специальной акции в Праге 17 ноября 1939 года сыграл важную роль в депортации 1500 чешских студентов в концлагерь Заксенхаузен. 10 октября 1940 года принимал участие в совещании вместе с Гейдрихом, Гансом Франком, Адольфом Эйхманом и Гансом Гюнтером, целью которого было выполнение приказа Гитлера о мерах по депортации евреев в области протекторатов.
После убийства Гейдриха в мае 1942 года Бёме приказал принять «особые меры». По его предложению была уничтожена деревня Лидице, 184 мужчины расстреляно, 195 женщин отправлено в концлагерь Равенсбрюк, а 105 детей было доставлено в пересылочный лагерь в Лодзи, из которых 17 погибли.
В сентябре 1942 года был переведён в Бухарест, где стал полицейским атташе. С января по август 1943 года возглавлял айнзацгруппу B, осуществлявшую массовые убийства мирных граждан на оккупированной территории Белоруссии. С сентября 1943 по март 1944 года командовал айнзацгруппой C, действовавшей на территории Украины. В конце войны Бёме был командиром полиции безопасности и СД в Восточной Пруссии. С апреля 1945 года Бёме, принимавшего участие в боевых действиях вблизи Кёнигсберга, считали пропавшим без вести. После войны он был объявлен в международный розыск как военный преступник. В 1954 году окружной суд Киля признал его умершим. Считалось, что он либо погиб в боевых действиях, либо застрелился, чтобы не попасть в советский плен.